# Lukseetsissum Indian Reserve 9
Lukseetsissum Indian Reserve 9 är ett reservat i Kanada.   Det ligger i provinsen British Columbia, i den södra delen av landet, 3 400 km väster om huvudstaden Ottawa.
I omgivningarna runt Lukseetsissum Indian Reserve 9 växer i huvudsak barrskog. Runt Lukseetsissum Indian Reserve 9 är det mycket glesbefolkat, med 4 invånare per kvadratkilometer.